# Leichtathletik-Weltmeisterschaften 2017/400 m Hürden der Frauen

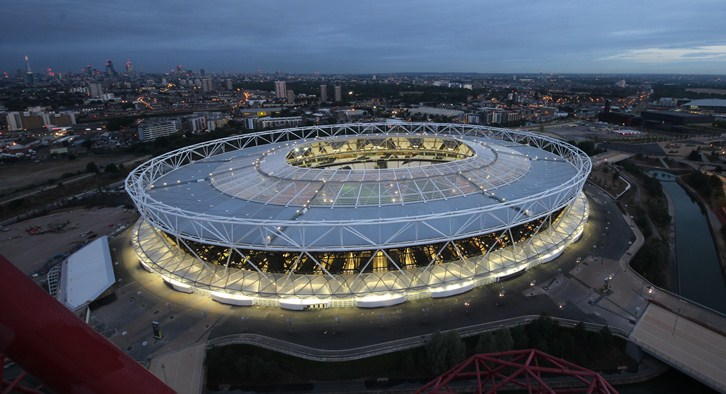
Das Olympiastadion London im Jahr 2017

Der 400-Meter-Hürdenlauf der Frauen bei den Leichtathletik-Weltmeisterschaften 2017 wurde vom 7. bis 10. August 2017 im Olympiastadion der britischen Hauptstadt London ausgetragen.
In diesem Wettbewerb gab es einen US-amerikanischen Doppelsieg. Weltmeisterin wurde Kori Carter. Die aktuelle Olympiasiegerin Dalilah Muhammad gewann wie bei den Weltmeisterschaften 2013 die Silbermedaille. Bronze ging an Ristananna Tracey aus Jamaika.

## Bestehende Rekorde
| Weltrekord           | Julija Petschonkina | 52,34 s | Tula, Russland            | 8. August 2003  |
| Meisterschaftsrekord | Melaine Walker      | 52,42 s | WM in Berlin, Deutschland | 20. August 2009 |

Der bestehende WM-Rekord wurde bei diesen Weltmeisterschaften nicht eingestellt und nicht verbessert.

## Vorläufe
Aus den fünf Vorläufen qualifizierten sich die jeweils vier Ersten jedes Laufes – hellblau unterlegt – und zusätzlich die vier Zeitschnellsten – hellgrün unterlegt –  für das Halbfinale.

### Lauf 1
7. August 2017, 19:30 Uhr Ortszeit (20:30 Uhr MESZ)
| Platz | Bahn | Name               | Land                | Zeit (s) |
| ----- | ---- | ------------------ | ------------------- | -------- |
| 1     | 6    | Dalilah Muhammad   | USA                 | 54,59    |
| 2     | 3    | Sage Watson        | Kanada              | 55,06    |
| 3     | 2    | Denisa Rosolová    | Tschechien          | 55,41 SB |
| 4     | 4    | Sparkle McKnight   | Trinidad und Tobago | 55,46 SB |
| 5     | 7    | Leah Nugent        | Jamaika             | 56,16    |
| 6     | 5    | Zurian Hechavarría | Kuba                | 56,44    |
| 7     | 8    | Lauren Wells       | Australien          | 56,49    |

### Lauf 2

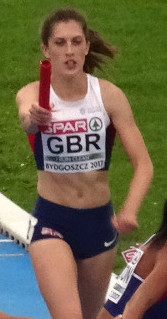
Jessica Turner – ausgeschieden als Sechste in 56,98 s
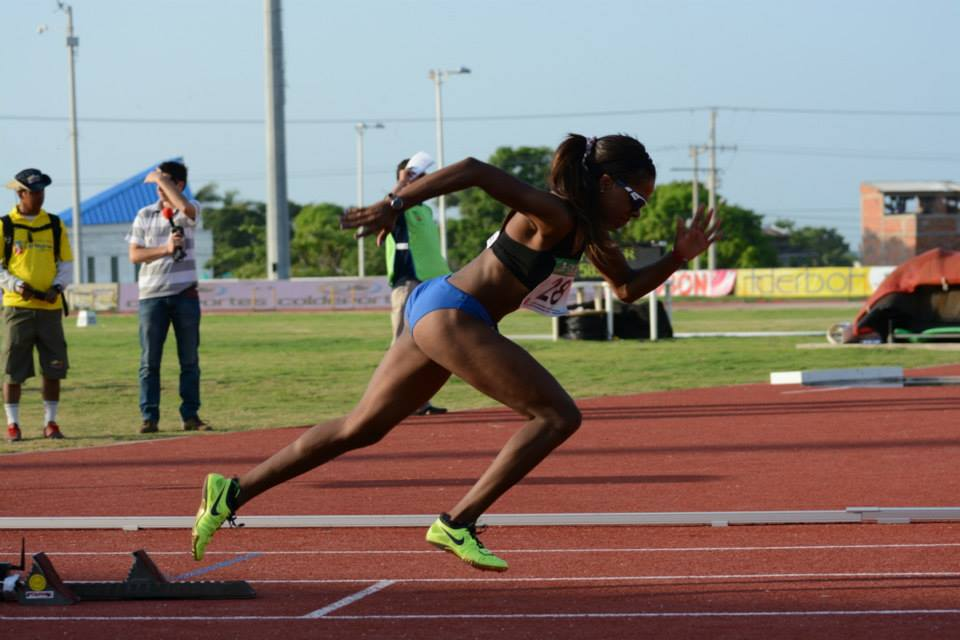
Déborah Rodríguez – ausgeschieden als Siebte in 57,61 s

7. August 2017, 19:39 Uhr Ortszeit (20:39 Uhr MESZ)
| Platz | Bahn | Name                | Land           | Offizielle Zeit (s) | Tausendstelsekunden (inoffiziell) |
| ----- | ---- | ------------------- | -------------- | ------------------- | --------------------------------- |
| 1     | 8    | Zuzana Hejnová      | Tschechien     | 55,05               |                                   |
| 2     | 4    | Sara Slott Petersen | Dänemark       | 55,23               |                                   |
| 3     | 7    | Cassandra Tate      | USA            | 55,48               |                                   |
| 4     | 5    | Ayomide Folorunso   | Italien        | 55,65 SB            |                                   |
| 5     | 3    | Joanna Linkiewicz   | Polen          | 56,18               | 56,176                            |
| 6     | 2    | Jessica Turner      | Großbritannien | 56,98               |                                   |
| 7     | 6    | Déborah Rodríguez   | Uruguay        | 57,61 SB            |                                   |
| 8     | 9    | Yasmin Giger        | Schweiz        | 57,72               |                                   |

### Lauf 3
7. August 2017, 19:48 Uhr Ortszeit (20:48 Uhr MESZ)
| Platz | Bahn | Name                  | Land          | Offizielle Zeit | Tausendstelsekunden (inoffiziell) |
| ----- | ---- | --------------------- | ------------- | --------------- | --------------------------------- |
| 1     | 2    | Ristananna Tracey     | Jamaika       | 054,92 s        |                                   |
| 2     | 7    | Petra Fontanive       | Schweiz       | 056,13 s        |                                   |
| 3     | 6    | Shamier Little        | USA           | 056,18 s        | 56,172 s                          |
| 4     | 5    | Agata Zupin           | Slowenien     | 056,54 s        |                                   |
| 5     | 3    | Olena Kolesnytschenko | Ukraine       | 056,88 s        |                                   |
| 6     | 8    | Aminat Yusuf Jamal    | Bahrain       | 057,41 s        |                                   |
| 7     | 4    | Jackie Baumann        | Deutschland   | 057,59 s        |                                   |
| 8     | 9    | Kristina Pronschenko  | Tadschikistan | 1:23,44 min     |                                   |

Im dritten Vorlauf ausgeschiedene Hürdenläuferinnen:

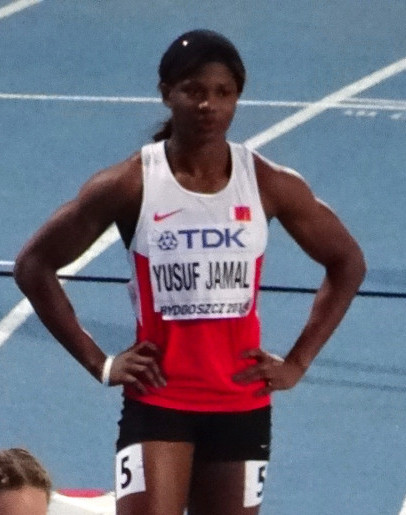
Aminat Yusuf Jamal Rang sechs in 57,41 s
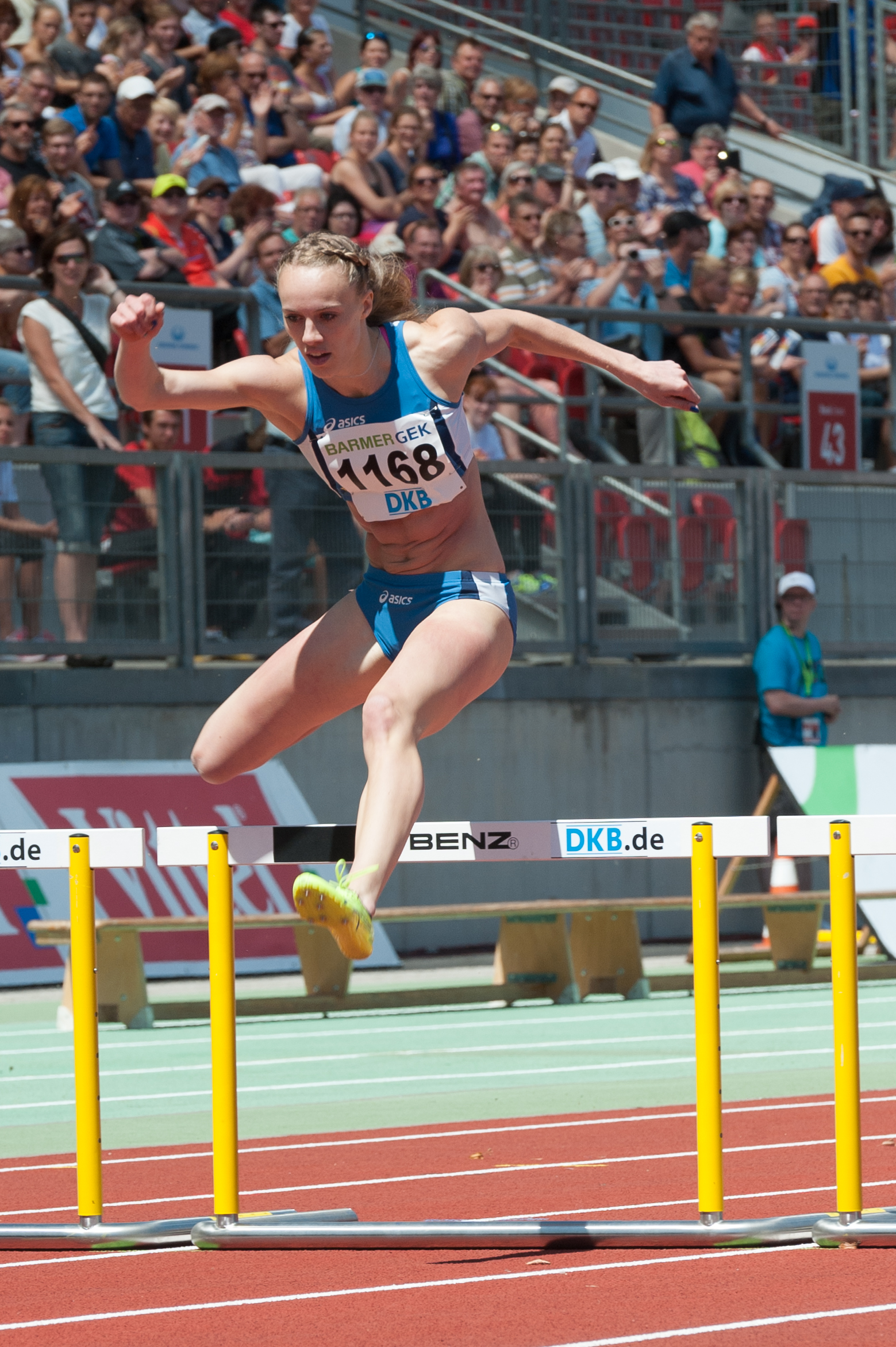
Jackie Baumann Rang sieben in 57,59 s
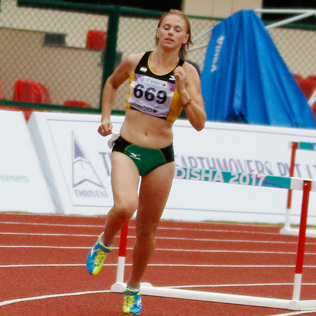
Kristina Pronschenko Rang acht in 1:23,44 min

### Lauf 4

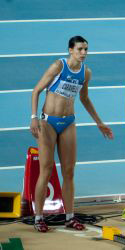
Marzia Caravalli – ausgeschieden als Fünfte in 56,92 s

7. August 2017, 19:57 Uhr Ortszeit (20:57 Uhr MESZ)
| Platz | Bahn | Name                | Land           | Zeit        |
| ----- | ---- | ------------------- | -------------- | ----------- |
| 1     | 3    | Kori Carter         | USA            | 054,99 s    |
| 2     | 8    | Wenda Nel           | Südafrika      | 055,47 s    |
| 3     | 9    | Eilidh Doyle        | Großbritannien | 055,49 s    |
| 4     | 2    | Gianna Woodruff     | Panama         | 056,50 s    |
| 5     | 7    | Marzia Caravelli    | Italien        | 056,92 s    |
| 6     | 6    | Wiktorija Tkatschuk | Ukraine        | 057,05 s    |
| 7     | 4    | Tia-Adana Belle     | Barbados       | 058,82 s    |
| 8     | 5    | Drita Islami        | Mazedonien     | 1:00,38 min |

### Lauf 5

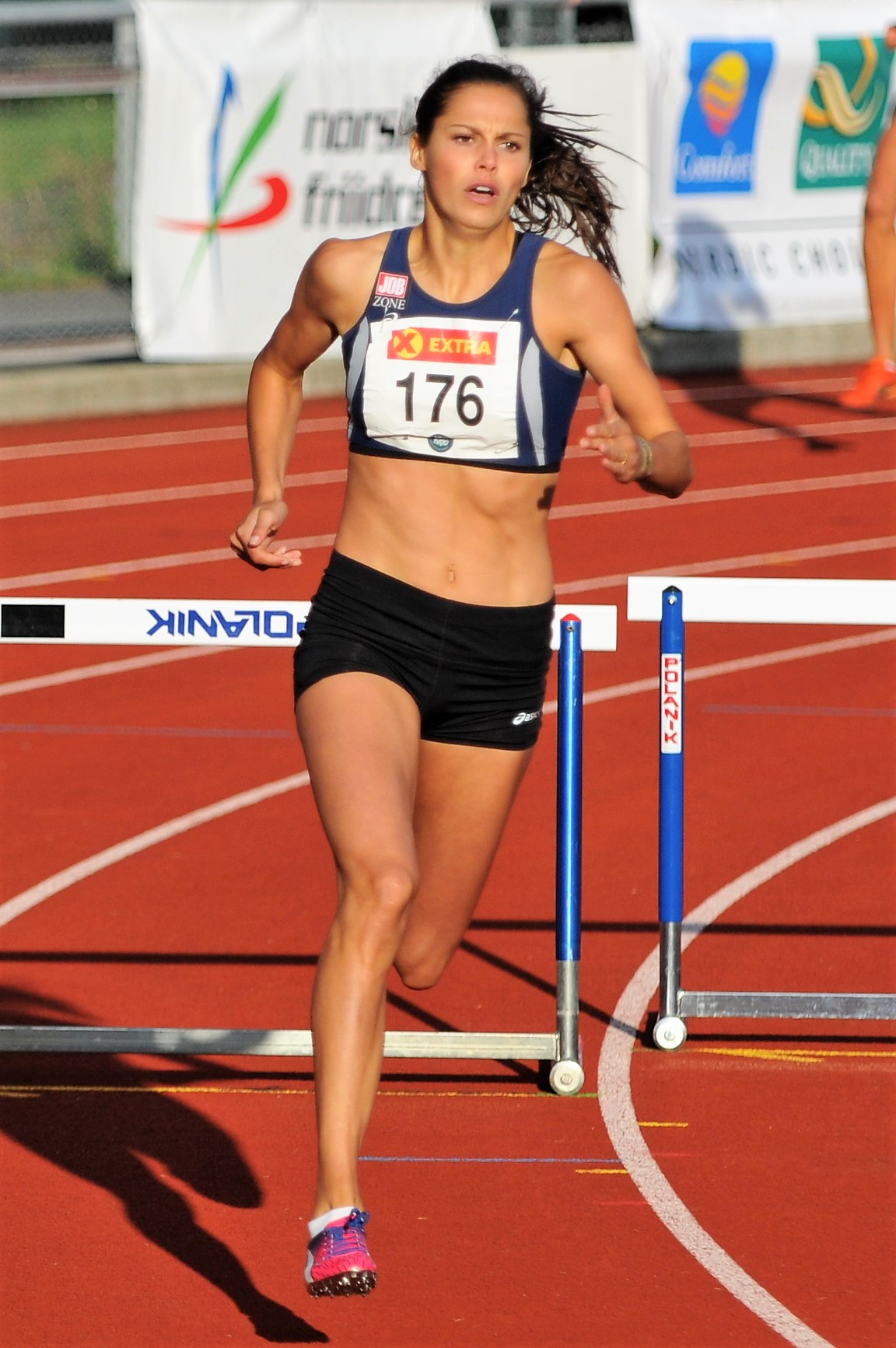
Amalie Iuel – ausgeschieden als Siebte in 56,42 s

7. August 2017, 20:06 Uhr Ortszeit (21:06 Uhr MESZ)
| Platz | Bahn | Name                  | Land           | Offizielle Zeit (s) | Tausendstelsekunden (inoffiziell) |
| ----- | ---- | --------------------- | -------------- | ------------------- | --------------------------------- |
| 1     | 2    | Léa Sprunger          | Schweiz        | 55,14               |                                   |
| 2     | 7    | Ronda Whyte           | Jamaika        | 55,18               |                                   |
| 3     | 3    | Glory Onome Nathaniel | Nigeria        | 55,30 PB            |                                   |
| 4     | 5    | Grace Claxton         | Puerto Rico    | 56,35               |                                   |
| 5     | 9    | Yadisleidy Pedroso    | Italien        | 56,41               | 56,401                            |
| 6     | 6    | Meghan Beesley        | Großbritannien | 56,41               | 56,408                            |
| 7     | 8    | Amalie Iuel           | Norwegen       | 56,42               |                                   |
| 8     | 4    | Noelle Montcalm       | Kanada         | 57,45               |                                   |

### Halbfinale
Aus den drei Halbfinalläufen qualifizierten sich die jeweils beiden Ersten jedes Laufes – hellblau unterlegt – und zusätzlich die beiden Zeitschnellsten – hellgrün unterlegt –  für das Halbfinale.

### Lauf 1
8. August 2017, 20:35 Uhr Ortszeit (21:35 Uhr MESZ)
| Platz | Bahn | Name              | Land                | Zeit (s) |
| ----- | ---- | ----------------- | ------------------- | -------- |
| 1     | 6    | Zuzana Hejnová    | Tschechien          | 54,59    |
| 2     | 7    | Kori Carter       | USA                 | 54,92    |
| 3     | 4    | Wenda Nel         | Südafrika           | 55,70    |
| 4     | 9    | Shamier Little    | USA                 | 55,76    |
| 5     | 5    | Petra Fontanive   | Schweiz             | 55,79    |
| 6     | 2    | Leah Nugent       | Jamaika             | 56,19    |
| 7     | 3    | Joanna Linkiewicz | Polen               | 56,25    |
| 8     | 8    | Sparkle McKnight  | Trinidad und Tobago | 56,59    |

Im ersten Halbfinale ausgeschiedene Hürdenläuferinnen:

Wenda Nel Rang drei in 55,70 s
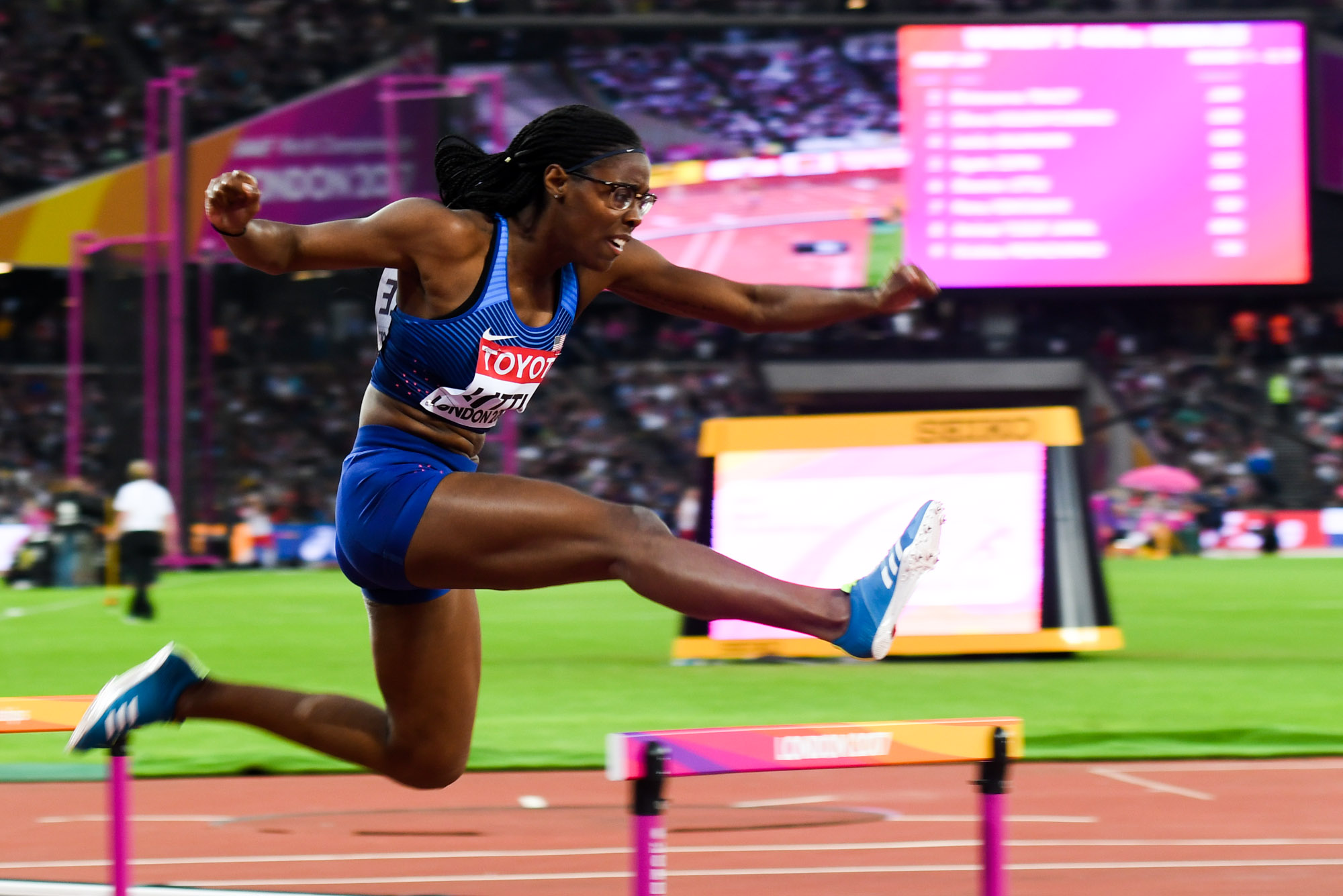
Shamier Little Rang vier in 55,76 s
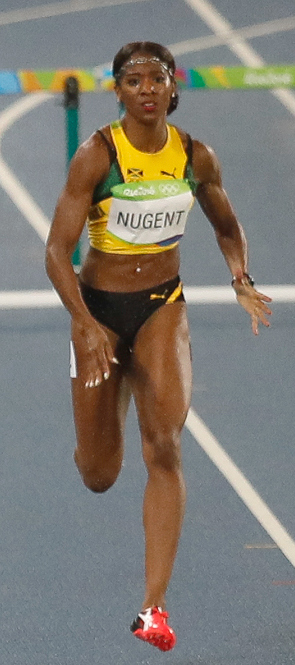
Leah Nugent Rang sechs in 56,19 s
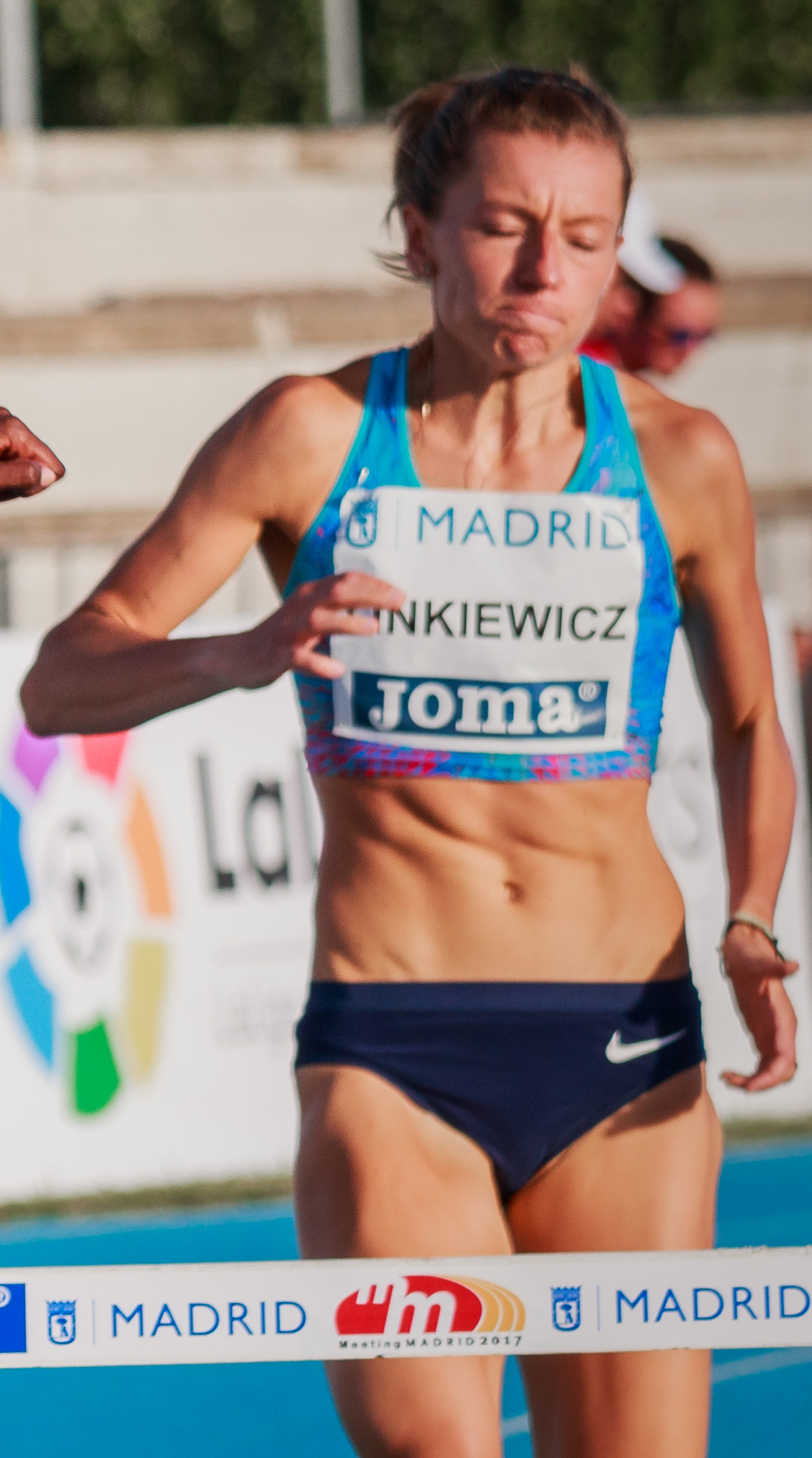
Joanna Linkiewicz Rang sieben in 56,25 s

### Lauf 2
8. August 2017, 20:45 Uhr Ortszeit (21:45 Uhr MESZ)
| Platz | Bahn | Name                  | Land           | Zeit (s)                          |
| ----- | ---- | --------------------- | -------------- | --------------------------------- |
| 1     | 4    | Ristananna Tracey     | Jamaika        | 54,79                             |
| 2     | 5    | Léa Sprunger          | Schweiz        | 54,82                             |
| 3     | 9    | Cassandra Tate        | USA            | 55,31                             |
| 4     | 7    | Sara Slott Petersen   | Dänemark       | 55,45                             |
| 5     | 8    | Ayomide Folorunso     | Italien        | 56,47                             |
| 6     | 3    | Meghan Beesley        | Großbritannien | 56,61                             |
| 7     | 2    | Agata Zupin           | Slowenien      | 57,05                             |
| DSQ   | 6    | Glory Onome Nathaniel | Nigeria        | IAAF Rule 163.3a – Bahnübertreten |

Im zweiten Halbfinale ausgeschiedene Hürdenläuferinnen:

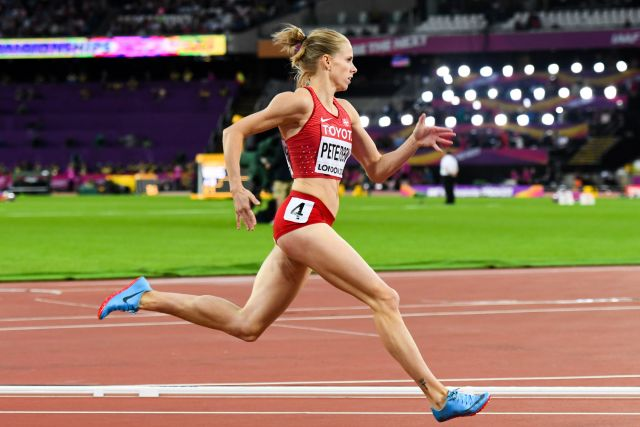
Sara Slott Petersen Rang vier in 55,45 s
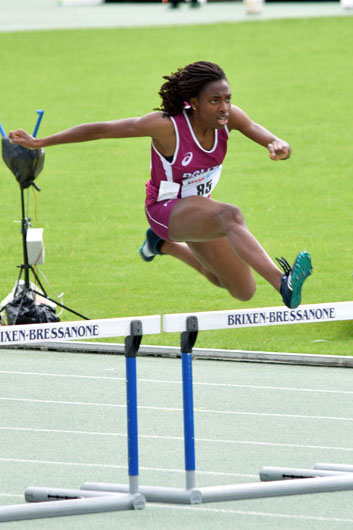
Ayomide Folorunso Rang fünf in 56,47 s
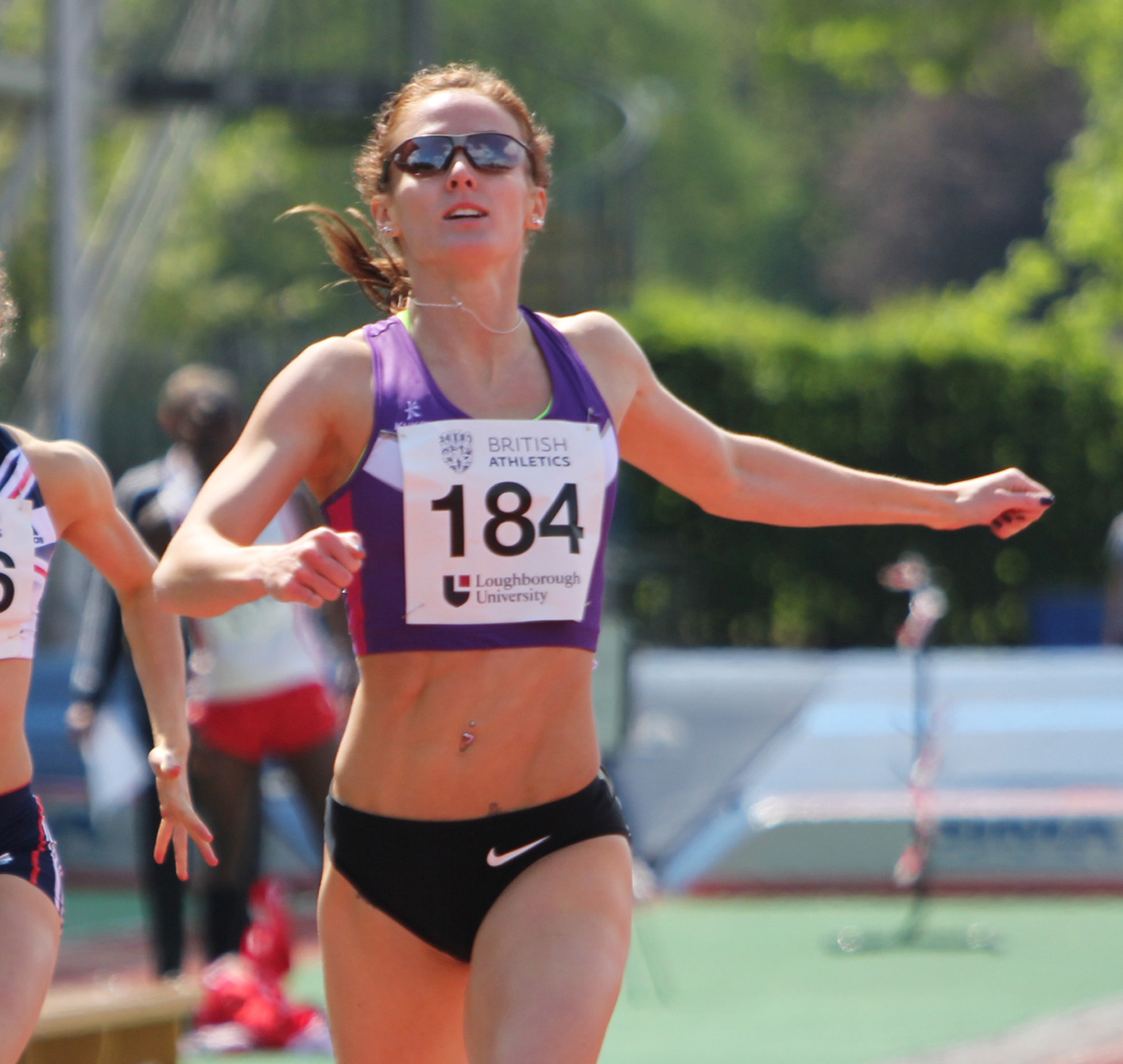
Meghan Beesley Rang sechs in 56,61 s
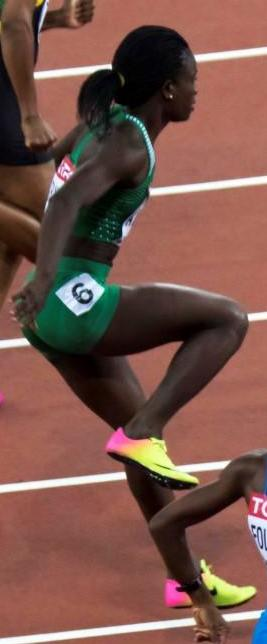
Glory Onome Nathaniel disqualifiziert wegen Verlassens der Bahn

### Lauf 3

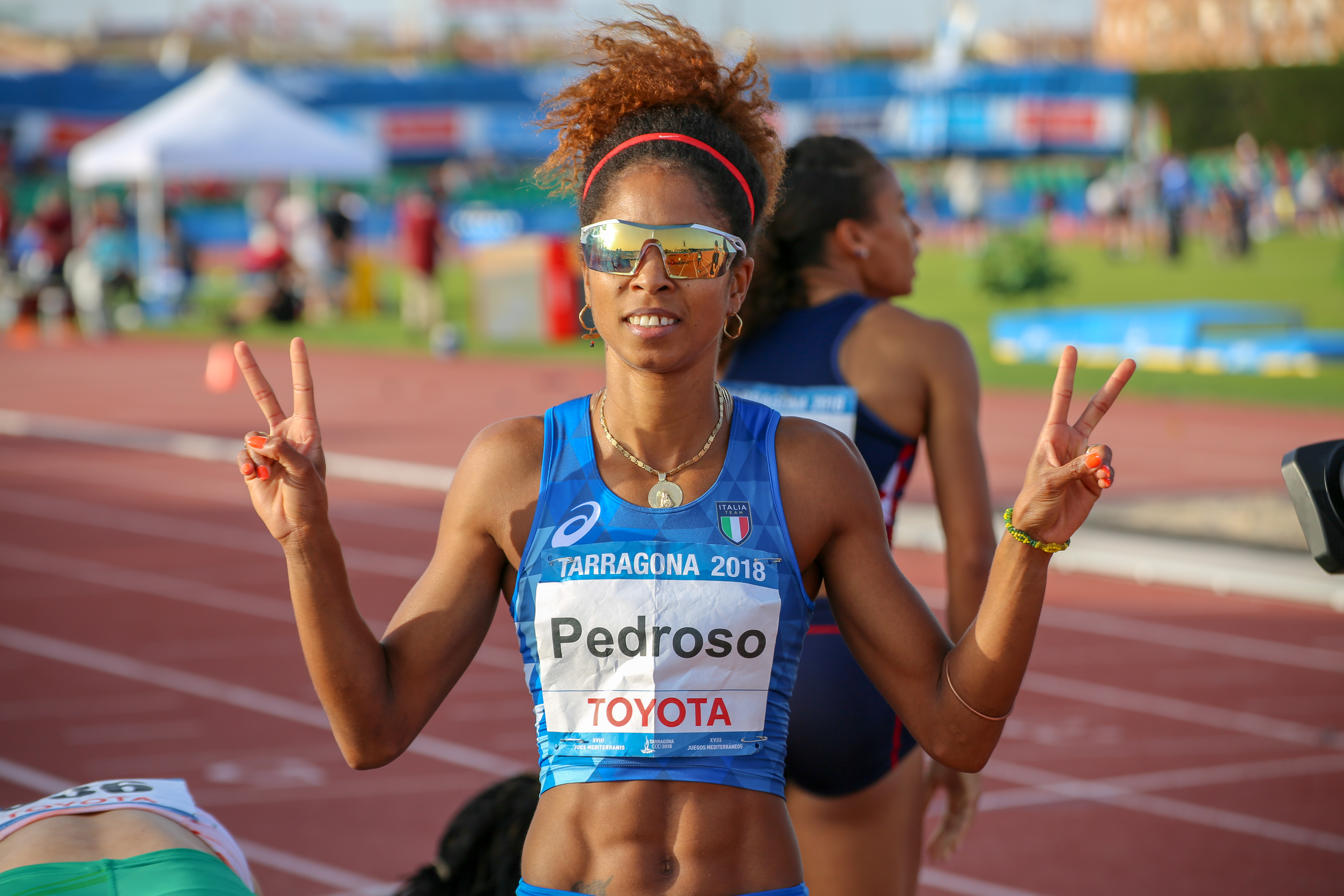
Yadisleidy Pedroso – ausgeschieden als Vierte in 55,95 s
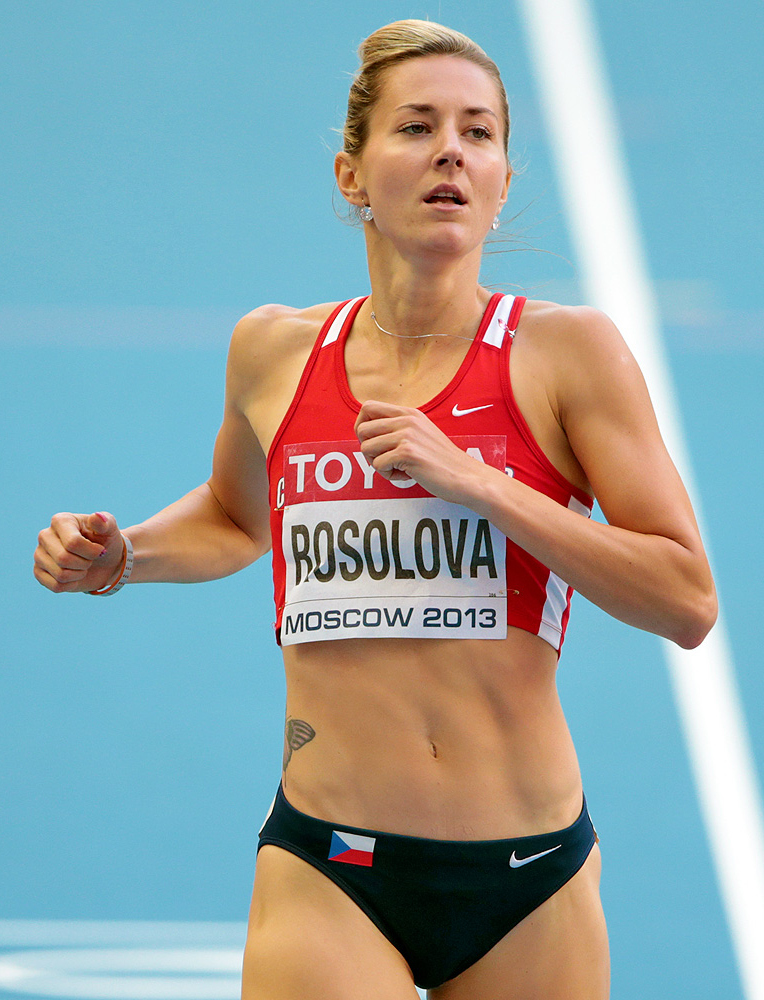
Denisa Rosolová – ausgeschieden als Sechste in 56,40 s

8. August 2017, 20:55 Uhr Ortszeit (21:55 Uhr MESZ)
| Platz | Bahn | Name               | Land           | Offizielle Zeit (s)               | Tausendstelsekunden (inoffiziell) |
| ----- | ---- | ------------------ | -------------- | --------------------------------- | --------------------------------- |
| 1     | 5    | Dalilah Muhammad   | USA            | 55,00                             |                                   |
| 2     | 4    | Sage Watson        | Kanada         | 55,05                             |                                   |
| 3     | 9    | Eilidh Doyle       | Großbritannien | 55,33                             |                                   |
| 4     | 3    | Yadisleidy Pedroso | Italien        | 55,95                             |                                   |
| 5     | 8    | Grace Claxton      | Puerto Rico    | 56,40                             | 56,396                            |
| 6     | 7    | Denisa Rosolová    | Tschechien     | 56,40                             | 56,398                            |
| 7     | 2    | Gianna Woodruff    | Panama         | 57,32                             |                                   |
| DSQ   | 6    | Ronda Whyte        | Jamaika        | IAAF Rule 163.3a – Bahnübertreten | IAAF Rule 163.3a – Bahnübertreten |

## Finale
10. August 2017, 21:35 Uhr Ortszeit (22:35 Uhr MESZ)
Favoritinnen für dieses Rennen waren in erster Linie die Weltmeisterin von 2013 und 2015 Zuzana Hejnová, auch Olympiavierte von 2016, und die US-amerikanische Olympiasiegerin von 2016 Dalilah Muhammad. Vor allem nach den Eindrücken aus den Halbfinalläufen waren Ristananna Tracey aus Jamaika, die US-Amerikanerin Kori Carter und Léa Sprunger aus der Schweiz chancenreich im Hinblick auf vordere Platzierungen in diesem Wettbewerb.

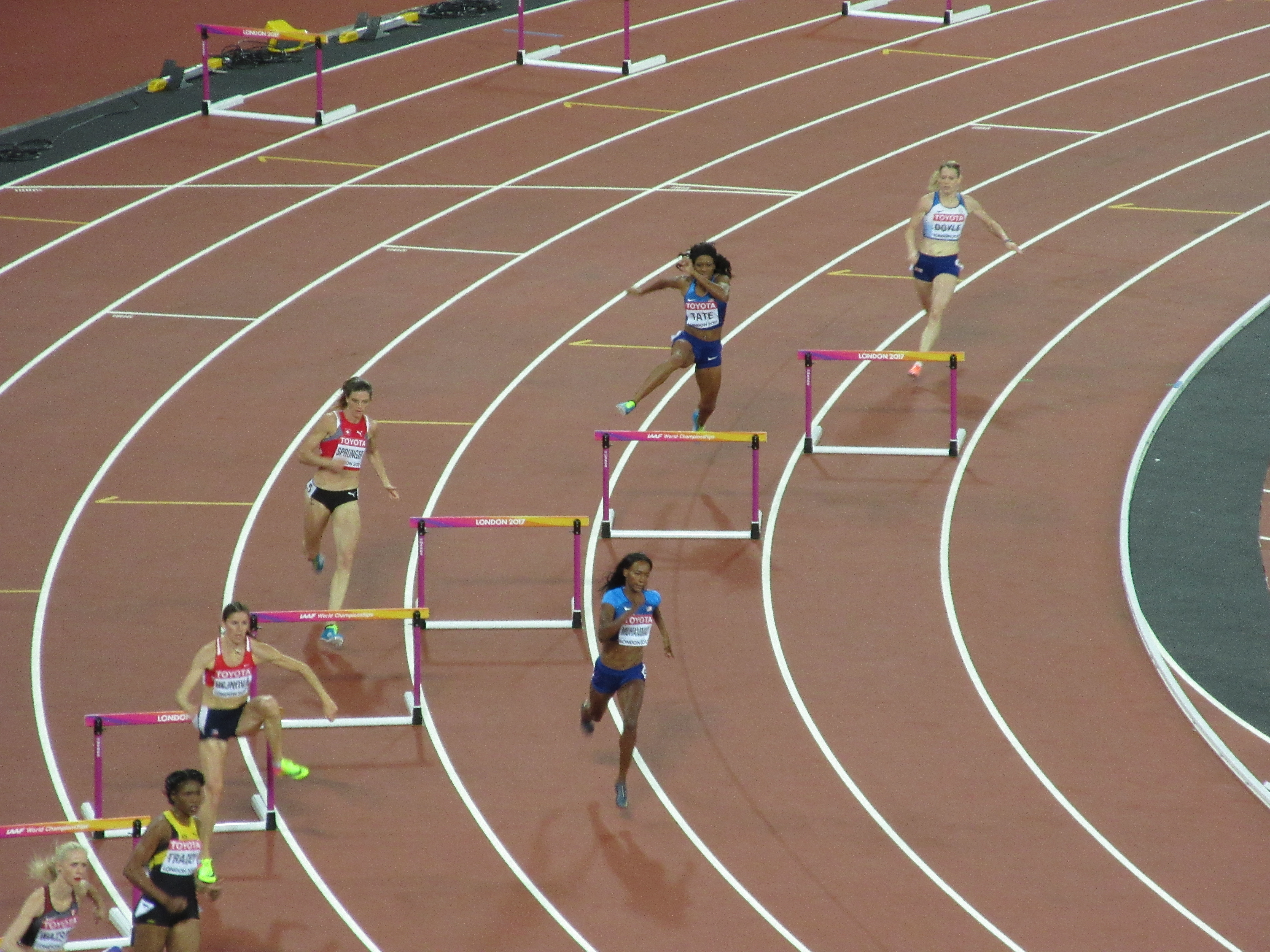
Finale über 400 m Hürden

Nach Streckenhälfte führten die beiden US-Amerikanerinnen Muhammad und Carter. Sie kamen fast gleichauf aus der Zielkurve. Auf Platz drei lag Hejnová vor Tracey. Diese vier Läuferinnen hatten einen deutlichen Vorsprung vor ihren Gegnerinnen. Noch an der letzten Hürde führte die Olympiasiegerin knapp vor Carter, während Tracey mit Hejnová gleichgezogen hatte. Auf den letzten Metern hatte Kori Carter das größte Stehvermögen und gewann ihren ersten Weltmeistertitel. Zweite wurde Dalilah Muhammad. Den Kampf um die Bronzemedaille entschied Ristananna Tracey eindeutig vor sich. Titelverteidigerin Zuzana Hejnová ging als Vierte diesmal medaillenleer aus. Léa Sprunger belegte Rang fünf vor der Kanadierin Sage Watson und der US-Amerikanerin Cassandra Tate. Die britische Europameisterin von 2014 Eilidh Doyle kam auf den achten Platz.
| Platz | Bahn | Athletin          | Land           | Zeit (s) |
| ----- | ---- | ----------------- | -------------- | -------- |
|       | 9    | Kori Carter       | USA            | 53,07    |
|       | 4    | Dalilah Muhammad  | USA            | 53,50    |
|       | 7    | Ristananna Tracey | Jamaika        | 53,74 PB |
| 4     | 6    | Zuzana Hejnová    | Tschechien     | 54,20 SB |
| 5     | 5    | Léa Sprunger      | Schweiz        | 54,59    |
| 6     | 8    | Sage Watson       | Kanada         | 54,92    |
| 7     | 3    | Cassandra Tate    | USA            | 55,43    |
| 8     | 2    | Eilidh Doyle      | Großbritannien | 55,71    |

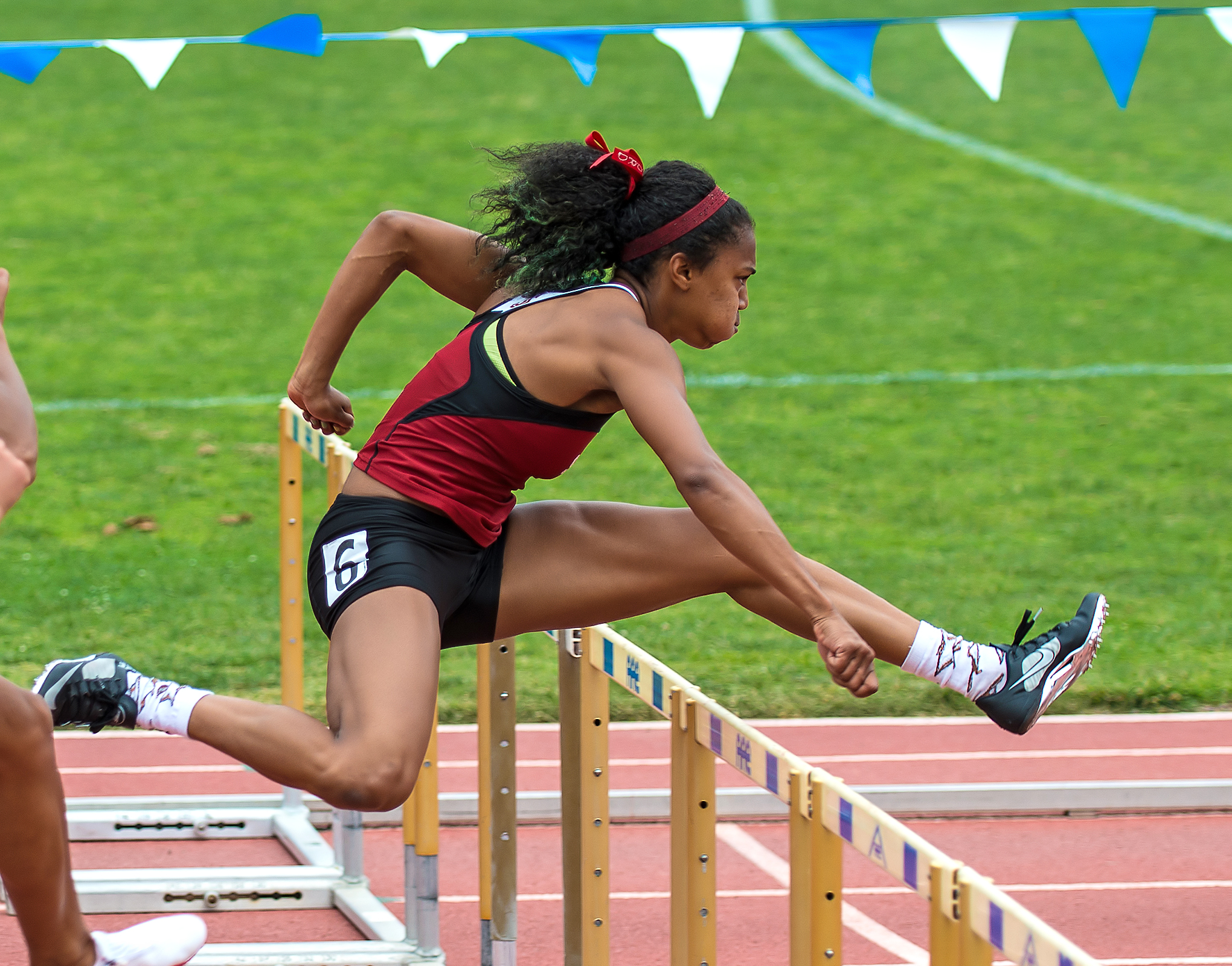
Weltmeisterin Kori Carter
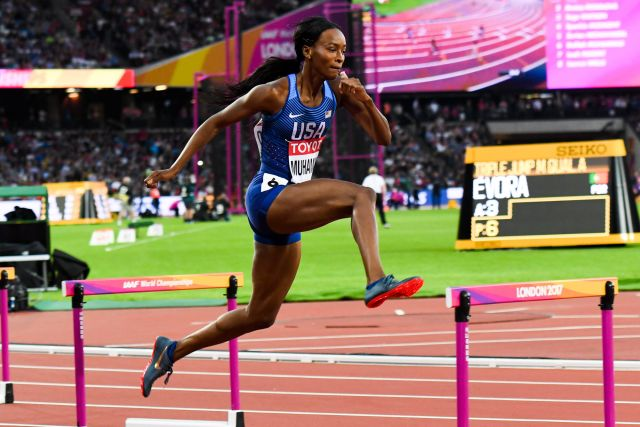
Vizeweltmeisterin Dalilah Muhammad
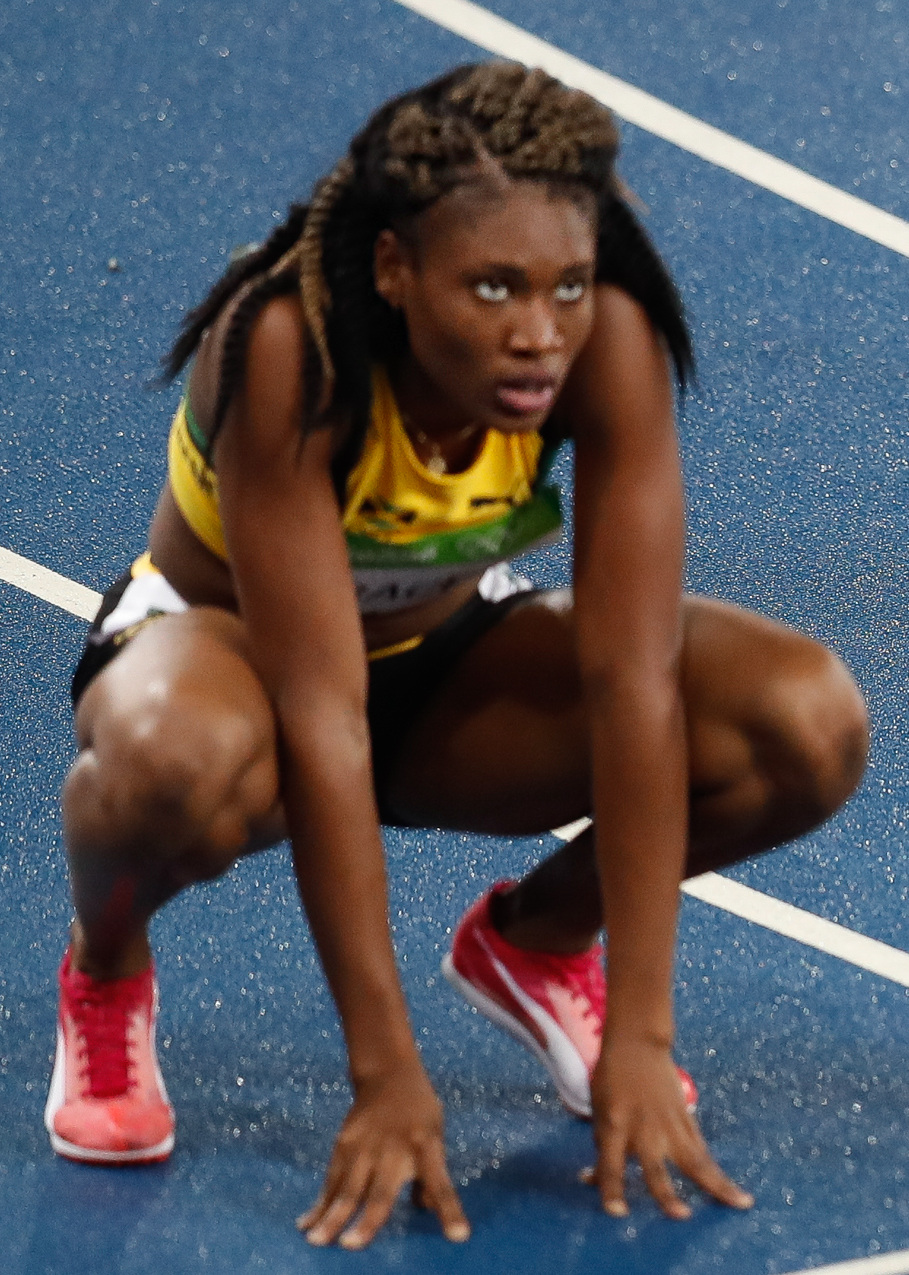
Bronzemedaillengewinnerin Ristananna Tracey
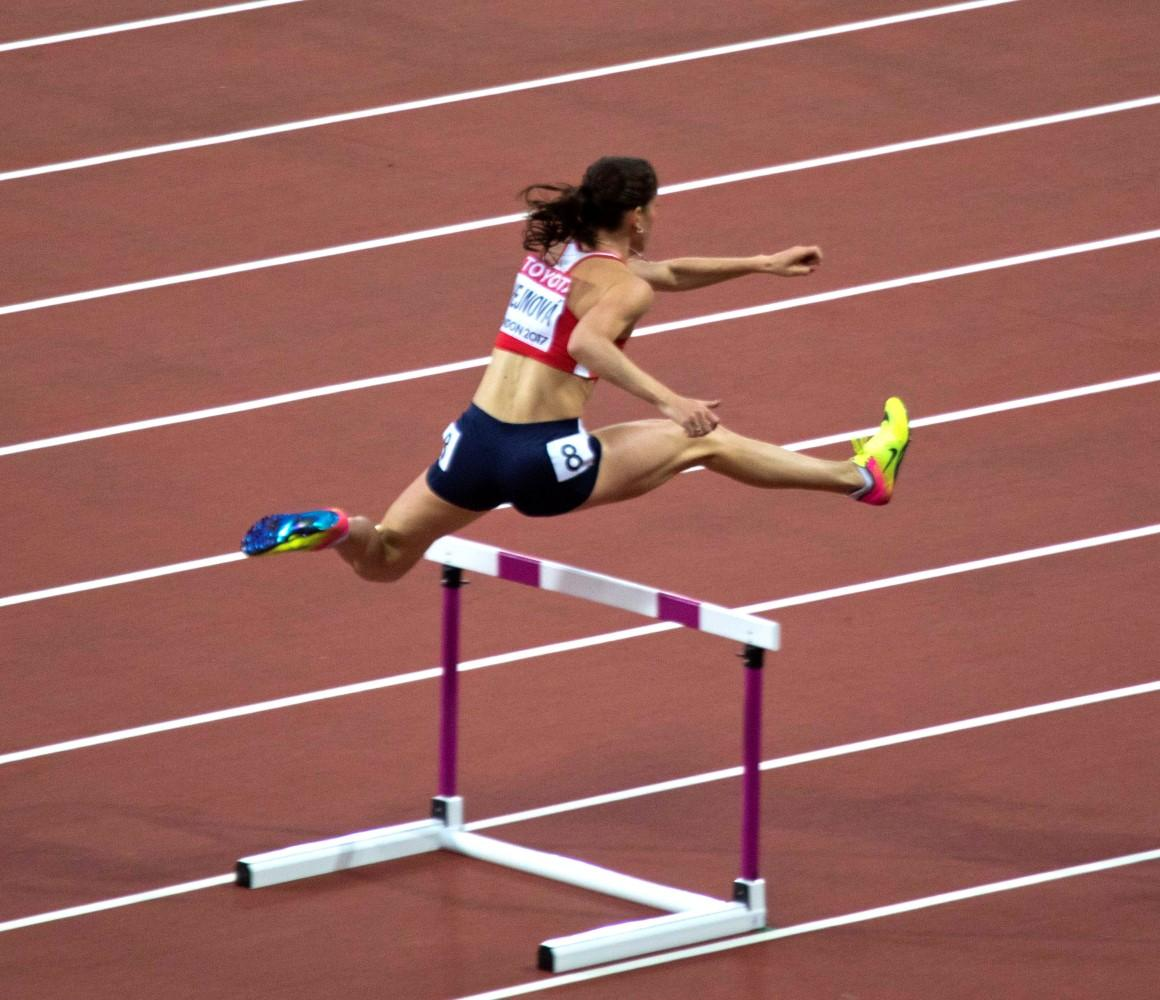
Titelverteidigerin Zuzana Hejnová wurde diesmal Vierte
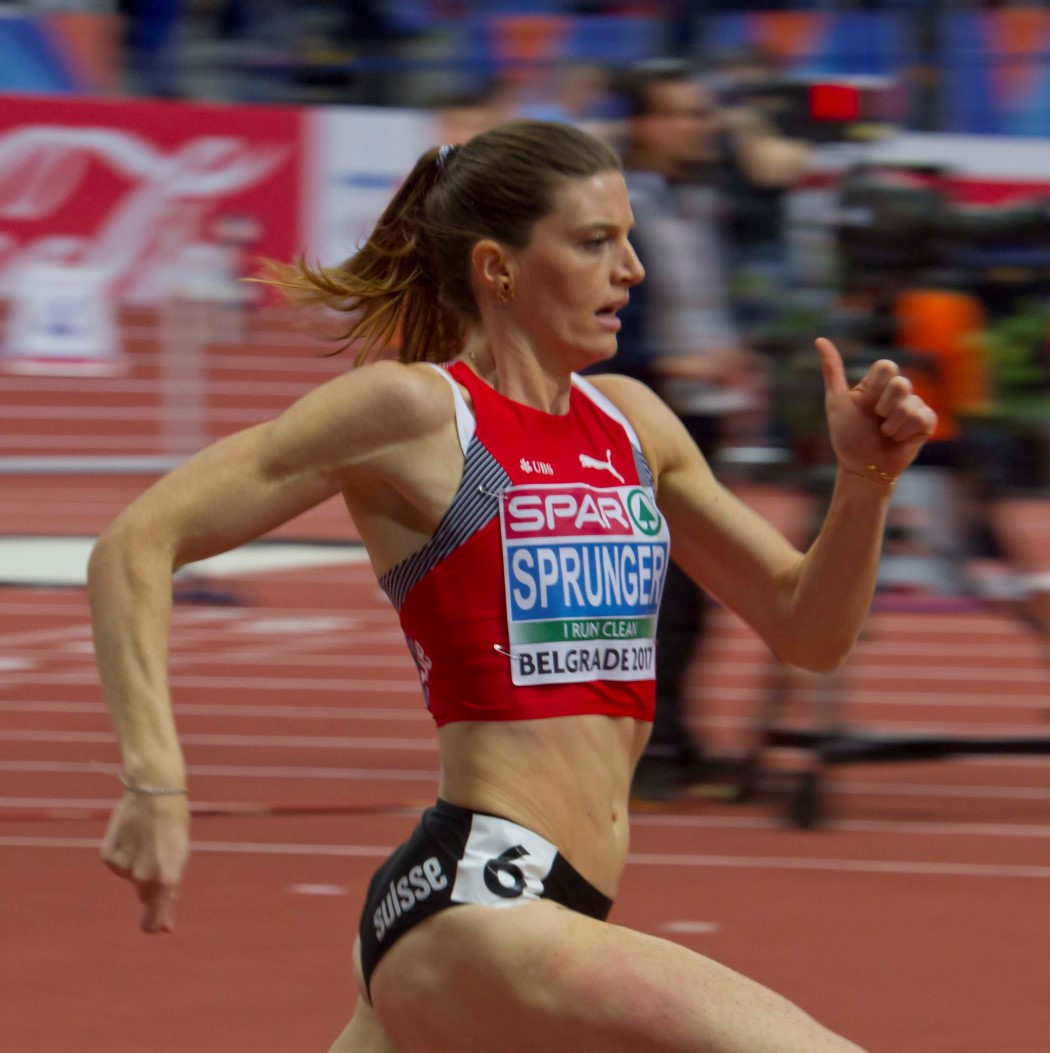
Léa Sprunger kam auf den fünften Platz
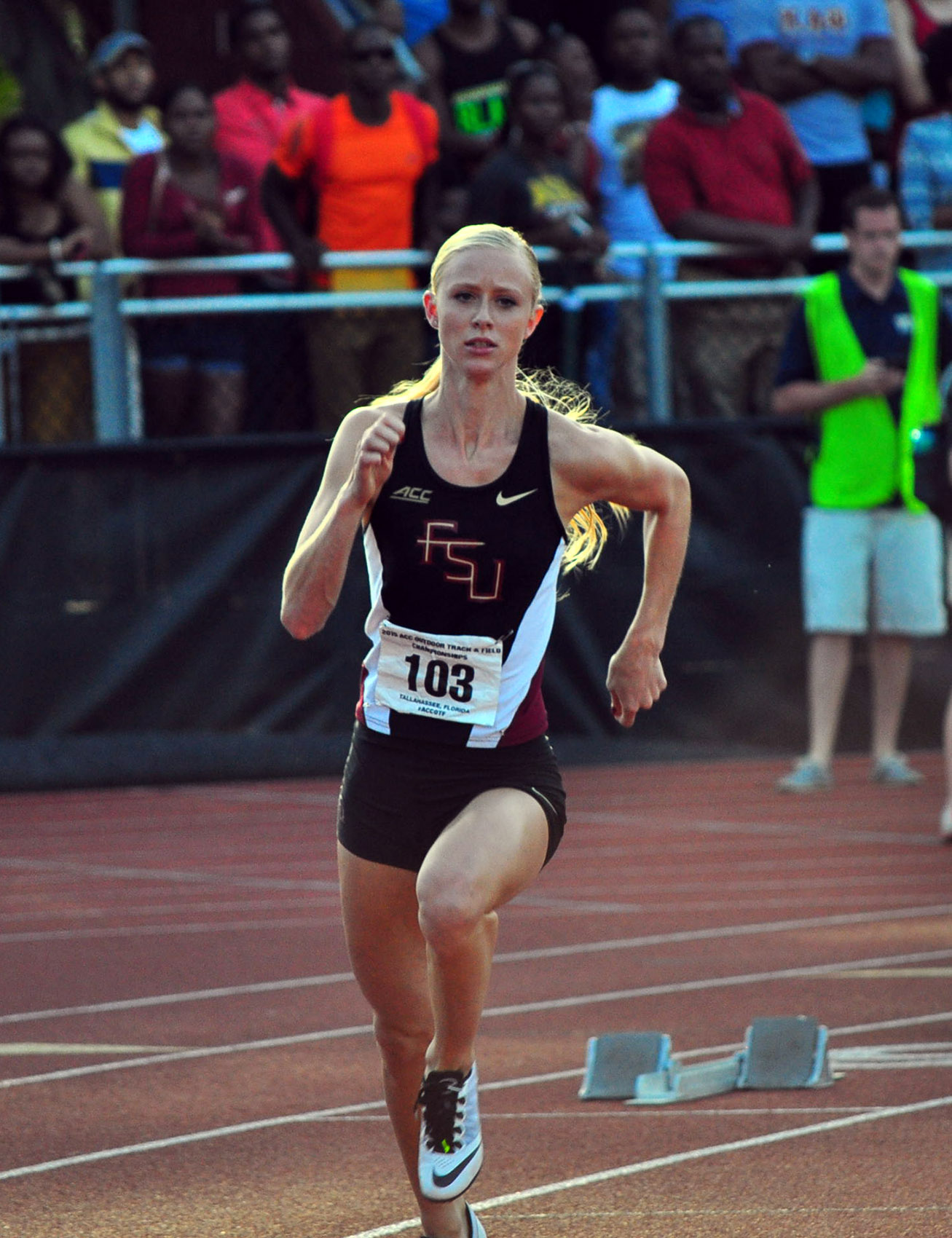
Rang sechs für Sage Watson
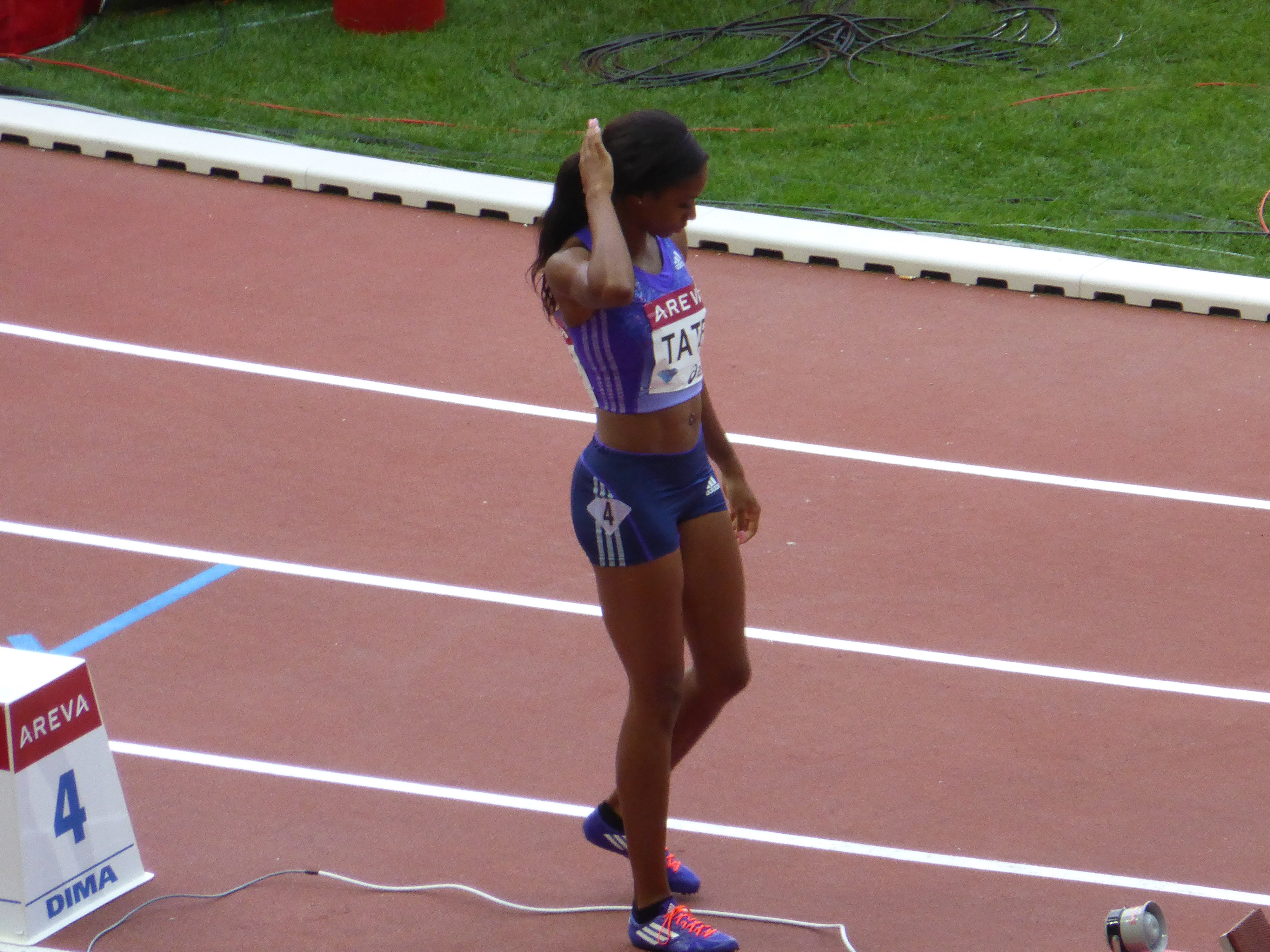
Cassandra Tate belegte Rang sieben
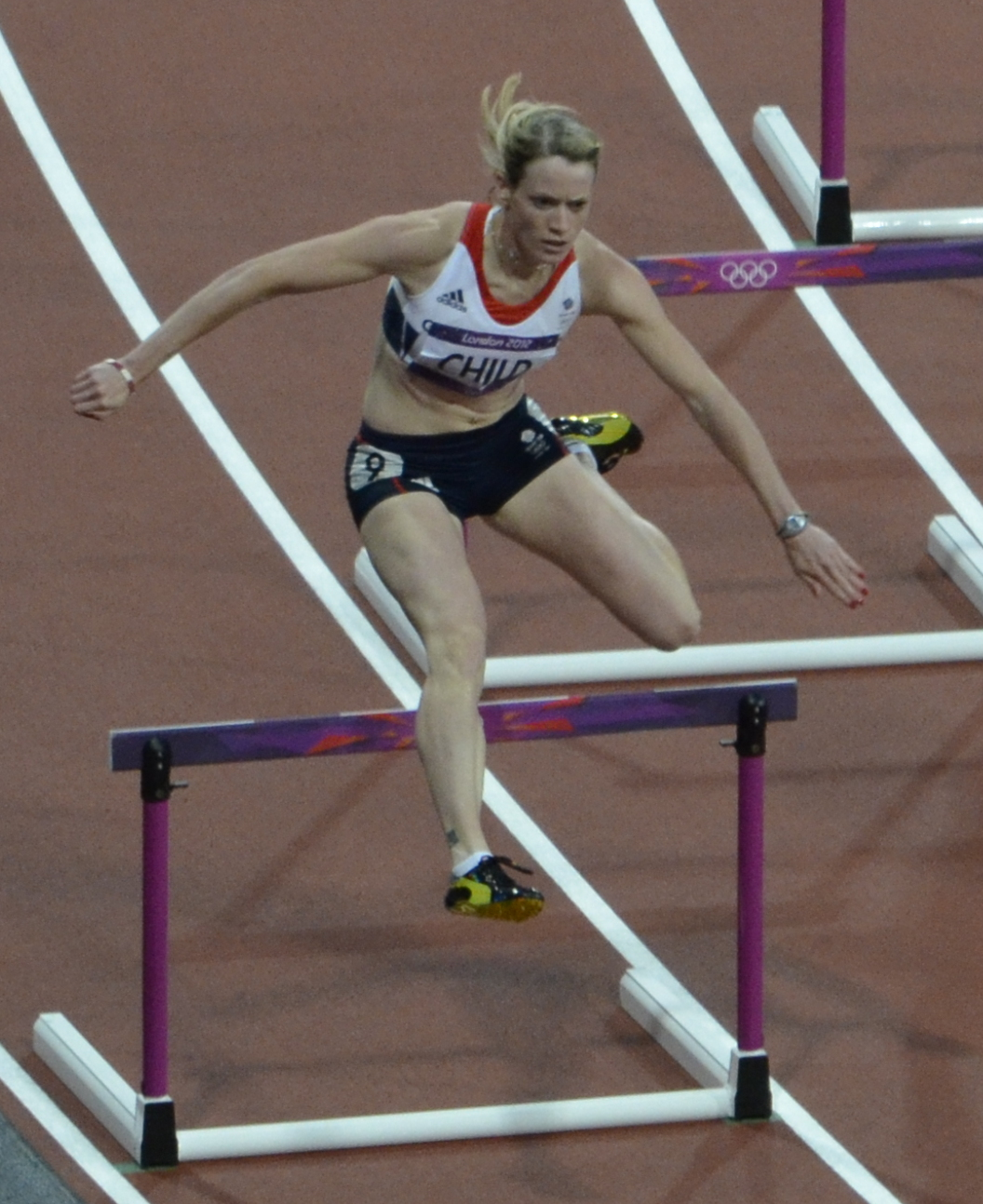
Eilidh Doyle erreichte den achten Platz

## Video
- WCH London 2017 - 400m Hurdles - Women - Final, youtube.com, abgerufen am 6. März 2021